# Roubia
Roubia é uma comuna francesa na região administrativa de Occitânia, no departamento de Aude. Estende-se por uma área de 7,38 km². Em 2010 a comuna tinha 519 habitantes (densidade: 70,3 hab./km²).